# Дольфин, Даниэле
Даниэле Дольфин (итал. Daniele Dolfin; 22 января 1688, Венеция, Венецианская республика — 13 марта 1762, Удине, Венецианская республика) — итальянский кардинал. Титулярный епископ Эуреополи и коадъютор, с правом наследования, Аквилеи с 6 декабря 1714 по 13 августа 1734. Патриарх Аквилеи с 13 августа 1734 по 6 июля 1751. Архиепископ-патриарх Удине с 6 июля 1751 по 13 марта 1762. Кардинал-священник с 10 апреля 1747, с титулом церкви Санта-Мария-сопра-Минерва с 20 ноября 1747 по 19 июля 1758. Кардинал-священник с титулом церкви Сан-Марко с 19 июля 1758.